# ノイ＝アンスパハ
ノイ＝アンスパハまたはノイ＝アンスパッハ (ドイツ語: Neu-Anspach) は、ドイツ連邦共和国ヘッセン州ダルムシュタット行政管区に属すホーホタウヌス郡の市である。人口が15,000人を超えたため、2007年10月31日に市に昇格した。

## 地理

### 位置
ノイ＝アンスパハは、タウヌス山地東部主脈の北側、ウーザ川の谷の高度 300 m から 400 m に位置している。ノイ＝アンスパハ市内を以下の川が流れている。いずれもウーザ川の支流である: アンスバッハ川、ハイスターバッハ川、アルンスバッハ川、フォルストバッハ川、レーダーバッハ川、ホイザーバッハ川、アイゼンバッハ川。

### 隣接する市町村
ノイ＝アンスパハは、北西から北はウージンゲン、東はヴェールハイム、南はバート・ホムブルク・フォア・デア・ヘーエ、西はシュミッテンと境を接している。ノイ＝アンスパハは、他の郡と境を接しないホーホタウヌス郡唯一の街である。

### 市の構成
ノイ＝アンスパハ市は、4つの市区を包含する。
| 市区                     | 市区            | 紋章 | 合併時期       | 人口（人） |
| ------------------------ | --------------- | ---- | -------------- | ---------- |
| アンスパハ               | Anspach         |      | 1970年12月1日  | 9,999      |
| ハウゼン＝アルンスバッハ | Hausen-Arnsbach |      | 1970年12月1日  | 2,525      |
| ロート・アム・ベルク     | Rod am Berg     |      | 1970年12月1日  | 724        |
| ヴェスターフェルト       | Westerfeld      |      | 1971年12月31日 | 1,325      |

## 歴史
本市の名称の元となったアンスパハ地区は、1274年に初めて Langenansbach として初めて文献に記録されている。元々は、現在のヴァルトシュヴィムバートから旧中心部までを指していた。隣接するシュタールンハインは14世紀末に廃村となり、ランゲンアンスバッハの一部となった。
伝承: 「三十年戦争の時代、アンスパハが敵軍に占領され、住民たちは周辺の森に逃げ込んだ。しばらくして、当時の村長ヨハネス・パウル・レフが夢のお告げに従って、隠していた宝が暴かれていないか確かめるために、こっそり戻ってみた。彼は敵兵がすでに残っていないことを確かめると、人々にそれを知らせるために教会の鐘を打ち鳴らした。これが10時頃であったとされているため、これを記念して福音主義教会の鐘は毎日10時（現在は11時頃）に鳴らされる。この物語を記念して、アンスパハ地区の新しい紋章には鐘が描かれている。」
ノイ＝アンスパハはヘッセン州の地域再編に伴って1970年12月1日にそれまで独立していたアンスパハ、ロート・アム・ベルク、ハウゼン＝アルンスバッハが合併して成立した。ヴェスターフェルトは1971年12月31日に4番目の市区としてこれに加わった。ノイ＝アンスパハには行政上の地区は存在しない。
アンスパハの北、4つの市区の中央にあたるウーザ川北岸のタウヌス鉄道の駅がある高台の空いていた土地に、新たな街の中心となる密集した新市街が建設された。マルクト広場の周囲にショッピングセンター「フェルトベルク＝センター」、市民センター、カトリックの聖マリエン教会が集まり、街の中心を形成している。
この街最大の政治スキャンダルは1991年の懺悔と祈りの日に町長のハインツ・ボルン (SPD) が郡レベルの建設工事委託カルテルに関与したために逮捕された事件である。その後の町議会選挙では長年多数を占めていた SPD が半減した。
2007年8月、町長のクラウス・ホフマン (CDU) は、町議会に都市権の取得を提案する予定であることを発表した。2007年9月3日に町議会はこの計画を満場一致で承認した。ヘッセン州政府による決定に基づき、2007年10月30日にこの町に都市権が与えられ、Stadt（市）の称号が用いられることになった。

## 行政

### 市議会
ノイ＝アンスパハの市議会は、37議席からなる。

### 首長
第二次世界大戦以後の首長を列記する。
- ハインリヒ・シュナイダー（1946年 - 1960年）
- ルドルフ・ゼルツァー（1960年 - 1984年）
- ハインツ・ボルン（1984年 - 1991年）
- ルーディ・リュプザーメン（臨時委託）（1991年 - 1993年）
- ゲルト・ヒレン（1993年 - 2005年）
- クラウス・ホフマン（2005年 - 2017年）[7]
- トーマス・パウリ（2017年 - ）[8]

### 紋章
本市の紋章は地が4分割されており、かつて独立していたアンスパハ（青地に金の鐘）、ハウゼン＝アルンスバッハ（金地に緑の萼を持つ赤いバラ）、ロート・アム・ベルク（金地に赤いシカの角）、ヴェスターフェルト（緑地に金の穂）の紋章に由来する4つの要素を組み合わせたものである。中央には地色と異なる側の色に塗り分けられたリングが配されている。ハイツ・リットによってデザインされたこの紋章の使用は、1974年2月13日にヘッセン州内務大臣によって認可された。

### 姉妹都市
- タールガウ（ドイツ語版、英語版）（オーストリア、ザルツブルク州）1974年
- サン＝フロロン＝シュル＝シェール（フランス語版、英語版）（フランス、シェール県）1982年
- シェントユル・プリ・ツェリュ（スロヴェニア、サビンジャ地方）2006年[10]

## 経済と社会資本

### 購買力
2015年のこの街の購買力は 118 %（ドイツ平均を 100 % とする）であった。ホーホタウヌス郡の購買力は2009年にドイツの全郡および郡独立市の中で1位に復帰した。

### 経済
かつての村が合併して形成された本市の経済は、農業と小規模企業によっている。1970年および1972年の合併の目的は、新たに指定された住宅地におもにフランクフルト・アム・マイン周辺で働く住民の定住を促進することであった。それにもかかわらず、数多くの小売業やサービス業のほかに一連の中規模企業がこの街に定着した。

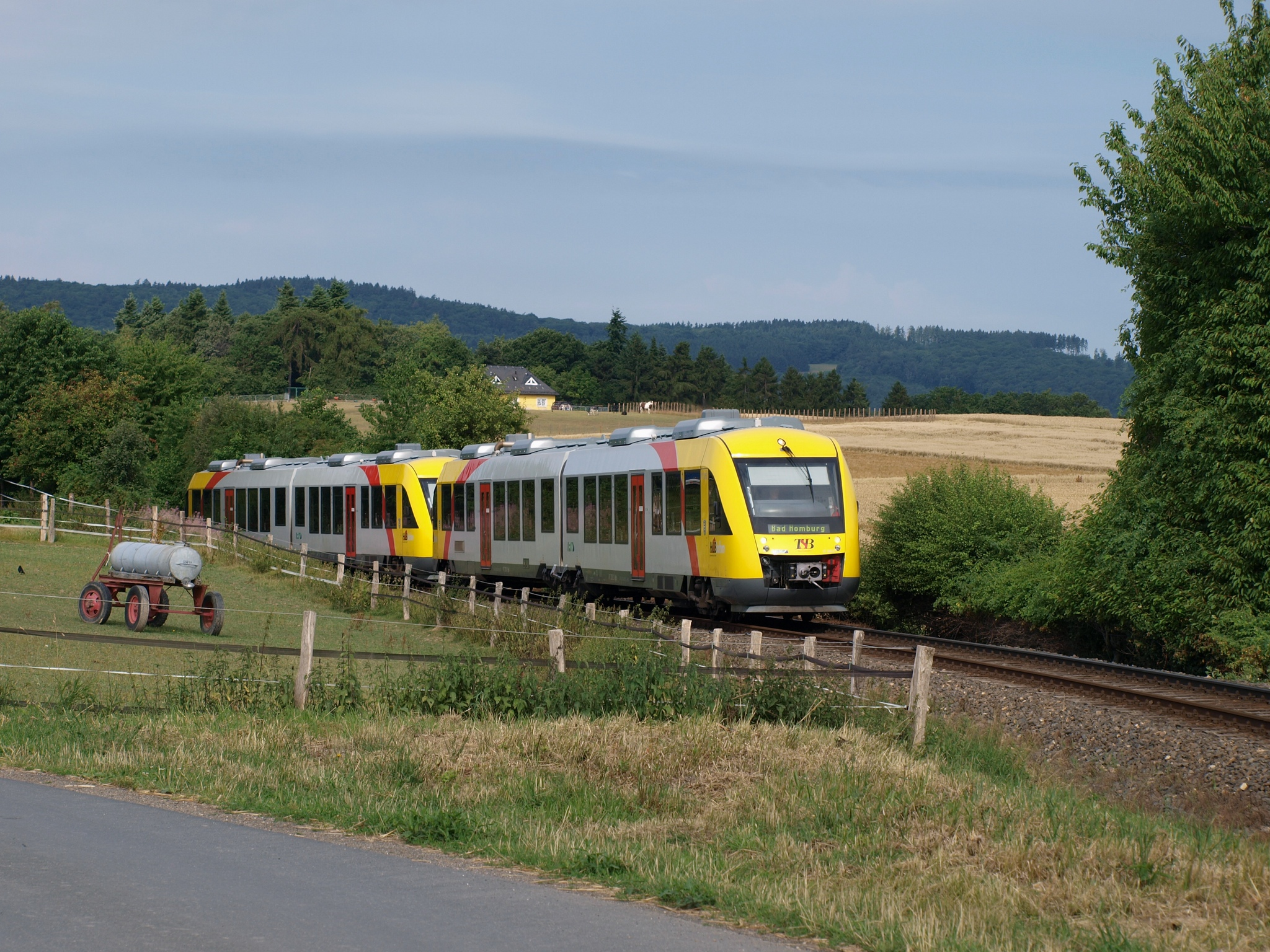
ノイ＝アンスパハ近郊ハイスターバッヒャー・ホーフを走行するタウヌス鉄道の車両

### 交通
アウトバーン A661号線の最寄りのインターチェンジは街の中心部から約 13 km 離れている。A5号線の最寄りのインターチェンジまでは約 15 km である。このインターチェンジからバート・ホムブルク・フォア・デア・ヘーエへは約 12 km、フランクフルト・アム・マインへは約 35 km である。
鉄道による近郊交通については、ホーホタウヌス交通連合 (VHT) の RMV-15号線（タウヌス鉄道）によって、バート・ホムブルク（一部はフランクフルト・アム・マインまで乗り入れている）、グレーヴェンヴィースバッハ（ここでヴァイルブルク行きに接続する）、ブラントオーベルンドルフと直接結ばれている。このほかに、ウージンゲン、シュミッテン、ケーニヒシュタイン・イム・タウス行きのバス路線がある。
ノイ＝アンスパハにはアンスパハ飛行場がある。

### 公共機関
ノイ＝アンスパハは、2011年まで自治体目的連合タウヌス自然公園の本部所在地であった。この機関は2011年に旧ブラントホルツ塵芥集積場からオーバーウルゼルの新しいタウヌス＝インフォメーションセンターに移転した。
ノイ＝アンスパハ市は、3箇所に3つの消防団（アンスパハ、ハウゼン、ロート・アム・ベルク）がある。このうちアンスパハが中央消防署として利用されている。ヴェスターフェルト消防署は2013年半ばに閉鎖され、アンスパハ消防署に統合された。

### 教育

#### 基礎課程学校
ノイ＝アンスパハには、アム・ハーゼンベルク基礎課程学校とアン・デア・ヴィーゼナウ基礎課程学校がある。
ヴィーゼナウの基礎課程学校は1995年にアドルフ＝ライヒヴァイン＝シューレの隣に建設された。20人の教員と14クラス280人の児童がいる。2004年以降タンザニアのファナカ・メモリアル・セカンダリー・スクールと姉妹校となっている。
ハーゼンベルクの基礎課程学校は、ハウゼン＝アルンスバッハの外れに1999年に開校した。2010年に看護センターと専門教室の拡張が始まった。アンスパハの新興住宅地近くの新校舎が、急速な人口増加によって窮屈になっていたのである。18人の教員が330人の児童を指導している。

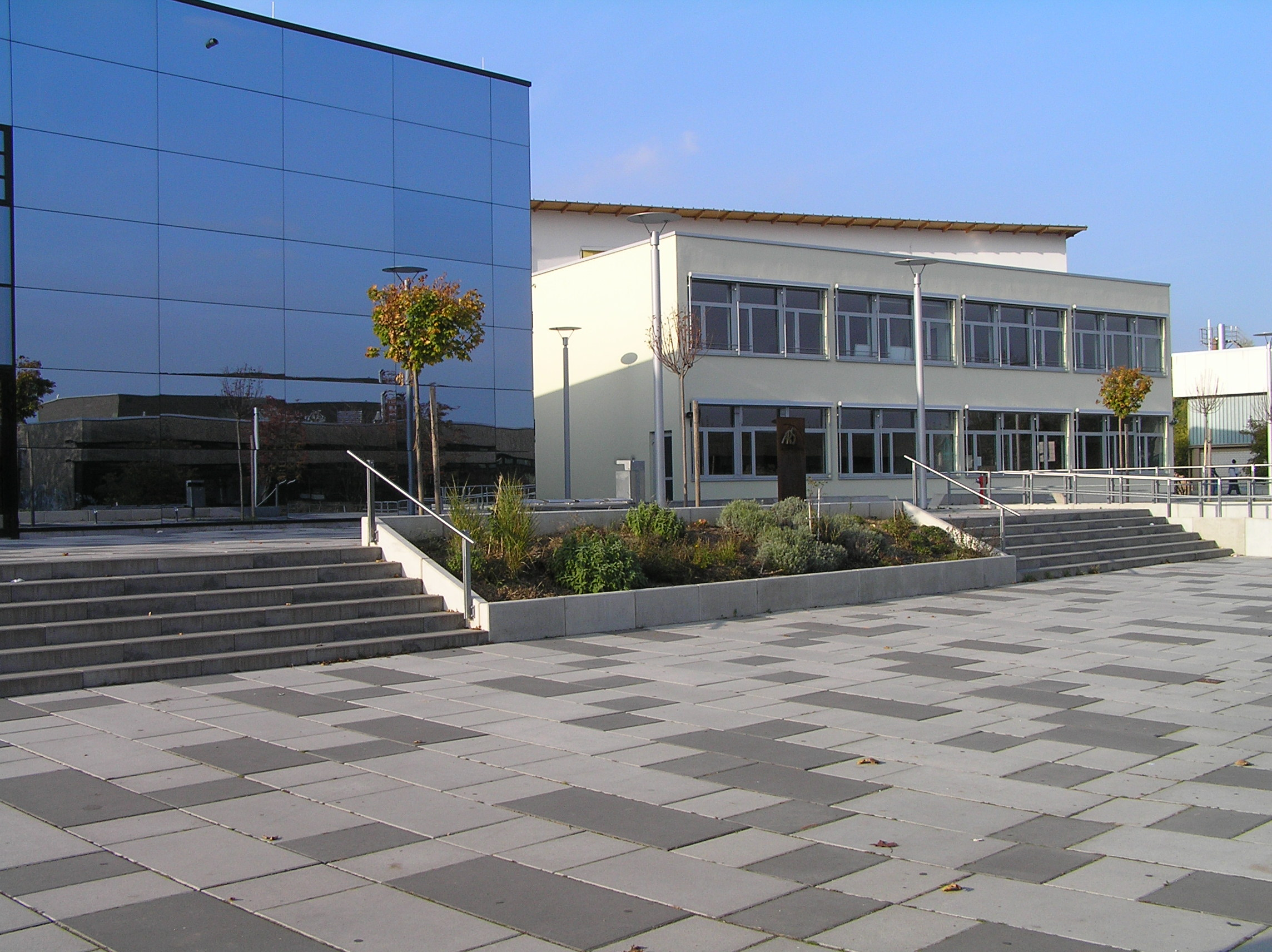
アドルフ＝ライヒヴァイン＝シューレ

#### アドルフ＝ライヒヴァイン＝シューレ
アドルフ＝ライヒヴァイン＝シューレは、1966年に開校した総合学校である。校名は、ドイツのレジスタンス運動家アドルフ・ライヒヴァインにちなんで命名された。
その後、ギムナジウムのオーバーシュトゥーフェ（上級3学年）設置に対する学校の期待が高まった。2001年から2002年の学期にアドルフ＝ライヒヴァイン＝シューレに初めてアビトゥーア課程が設けられた。2005年に近代的な新校舎がオープンし、改修されながら使われてきた1960年代の機能建築を補完した。この校舎群は、8つの建物、2つの大小体育館および運動場を含んでいる。この学校では約 1700人の生徒が学んでいる。

## 文化と見所

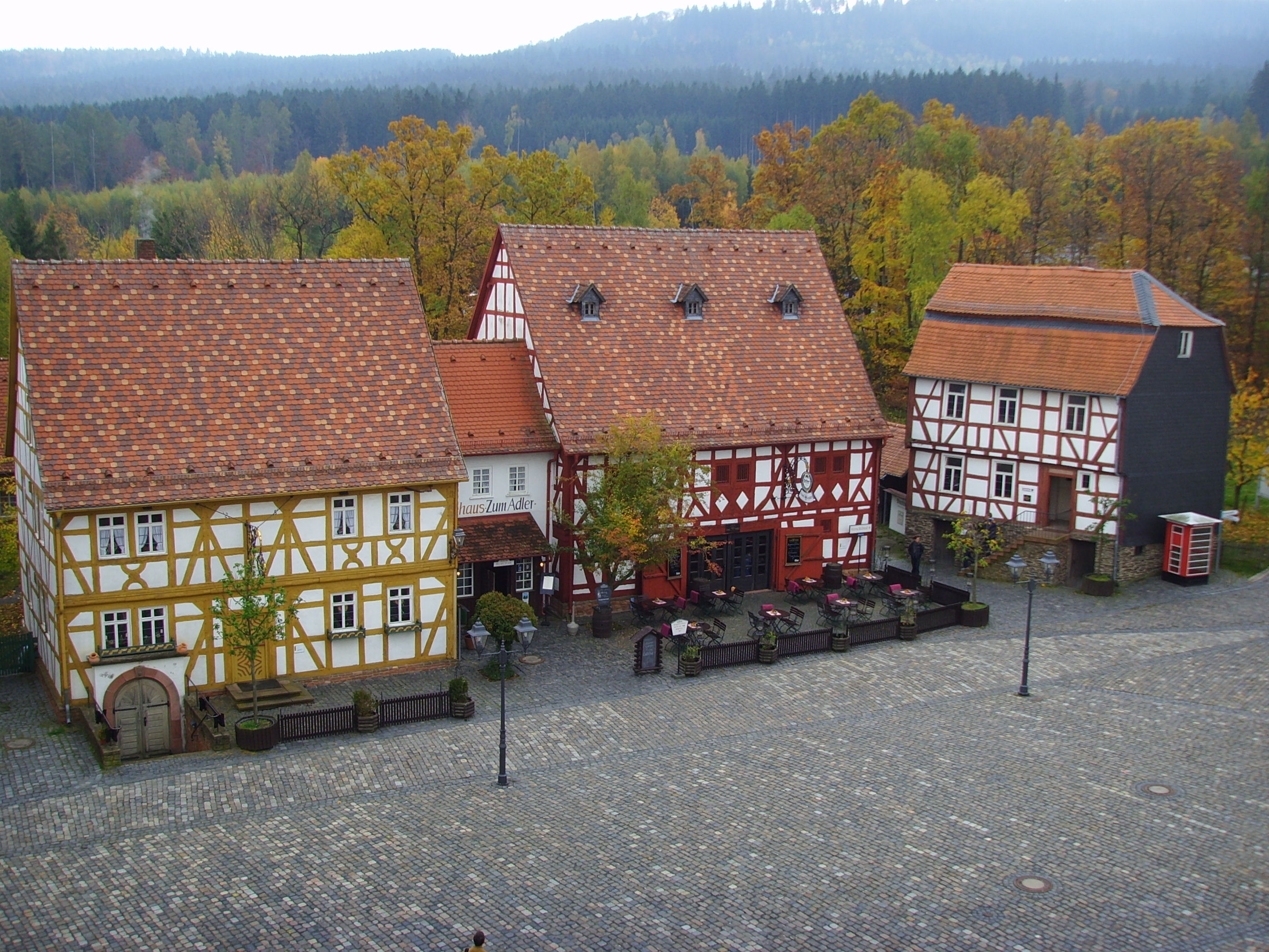
野外博物館「ヘッセンパルク」

ノイ＝アンスパハの最も有名な見所は、1974年から街の南部にあり、多くの客が訪れる野外博物館ヘッセンパルクである。バート・ホムブルクの近くに位置するローマ時代の城砦ザールブルク城は南に 5 km で行くことができる。
隣のヴェールハイムには、家族連れや子供たちに人気のレジャーパーク「ロッホミューレ」がある。

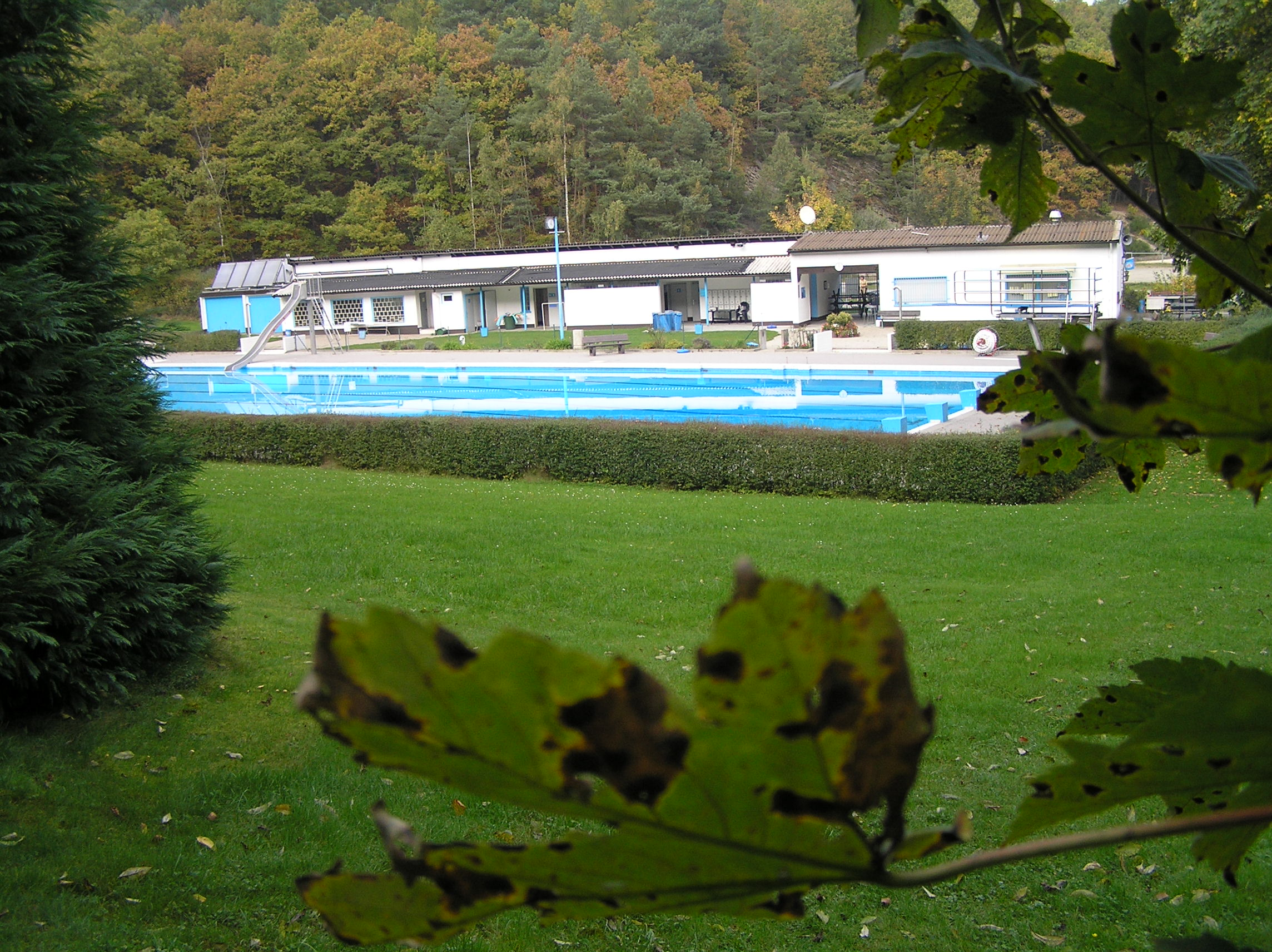
ノイ＝アンスパハの「森のプール」

### 森のプール
アンスパハの西、ウスバッハタールに位置する「森のプール」は、屋外プールである。

### その他の施設
アンスパハ市区は、ウージンゲン地方で映画館がある唯一の街である。住民参加を奨励するためのウージンガー・ラント・ボランティア事務所はノイ＝アンスパハに本部を置いている。この事務所は、ボランティアを希望する人のために組織を仲介したり、自ら活動を立ち上げたりする接点の役割を担っている。
アルテ・シューレ・アンスパハは、アンスパハ市区の旧学校内にあるドイツ・ボーイスカウト連合が運営する教育・訓練機関である。
このほかにノイ＝アンスパハは、主要クラブの SG アンスパハを含む数多くのスポーツクラブを有している。SG アンスパハは1862年5月15日または17日に体操および歌唱クラブとして設立された。43人の設立メンバーは、当初オットー・エルンストの旅館で体操を行った。町はこの体操クラブに現在のザールブルク通り沿いの旧運動場を、このクラブのクラブグラウンドとして利用することを許可した。

### グリューンヴィーゼンヴァイアー
ハウゼン＝アルンスバッハ市区近郊のグリューンヴィーゼンヴァイアーは、広さ 1.3 ha の、タウヌス地方では数少ない大きな水面の1つである。タウヌス地方には地理上の制約から、特記するような自然湖は存在しない。グリューンヴィーゼンヴァイアーも人工に造られた湖であり、18世紀からウーザ川の水車のための貯水池や釣り場として利用されていた。この堰止め湖は1805年に初めて文献に記録されている。第二次世界大戦後、この湖は水浴地として利用された。東岸には荒石の壁、水浴用の桟橋、グリル小屋が設けられた。こうしたレジャーによって環境が変わってしまったため、町は1987年に水浴を禁止し、この堰止め湖を自然保護区に指定した。